# Turið Torkilsdóttir
Turið Torkilsdóttir (Thurid, nórdico antiguo: Þuriðr Þorkilsdóttir, c. 966-1047) fue una dama nacida en Noruega pero considerada la primera mujer más influente en la historia de las Islas Feroe y también un personaje de la saga Færeyinga. Era hija del caudillo vikingo Torkil apodado Negra Escarcha (Torkil Barfrost) y Ragnhild Tórálvsdóttur, en la saga se la cita como Turið høvdingenke («la viuda jefe»).
Hacia 986 se casó con Sigmundur Brestisson tras su tercera visita a Noruega. La saga menciona que la boda se celebró a lo largo de siete días en las propiedades del jarl de Lade Håkon Sigurdsson en Trondheim. En otoño, se trasladaron a Skúvoy, en el archipiélago feroés, donde pasó el resto de su vida. Sigmund y Turið tuvieron una hija llamada Tora y cuatro varones que nacieron en las islas, Tórolvur, Steingrímur, Brandur y Heri.

## Cultura contemporánea
Turið Torkilsdóttir es el nombre de una canción del grupo feroés Týr de viking metal, dedicado al personaje histórico, y que fue incorporada en el álbum «By the Light of the Northern Star» (2009).